# Raissac-sur-Lampy
Pour les articles homonymes, voir Raissac (homonymie) et Lampy (homonymie).
Raissac-sur-Lampy  est une commune française située dans le nord-ouest du département de l'Aude en région Occitanie.
Sur le plan historique et culturel, la commune fait partie du Lauragais, l'ancien « Pays de Cocagne », lié à la fois à la culture du pastel et à l’abondance des productions, et de « grenier à blé du Languedoc ». Exposée à un climat méditerranéen, elle est drainée par le Lampy, le ruisseau de Tenten et d'autres cours d'eau. La commune possède un patrimoine naturel remarquable : un site Natura 2000 (la « vallée du Lampy ») et deux zones naturelles d'intérêt écologique, faunistique et floristique.
Raissac-sur-Lampy est une commune rurale qui compte 466 habitants en 2022, après avoir connu une forte hausse de la population depuis 1975. Elle fait partie de l'aire d'attraction de Carcassonne. Ses habitants sont appelés les Raissacais ou  Raissacaises.

## Géographie

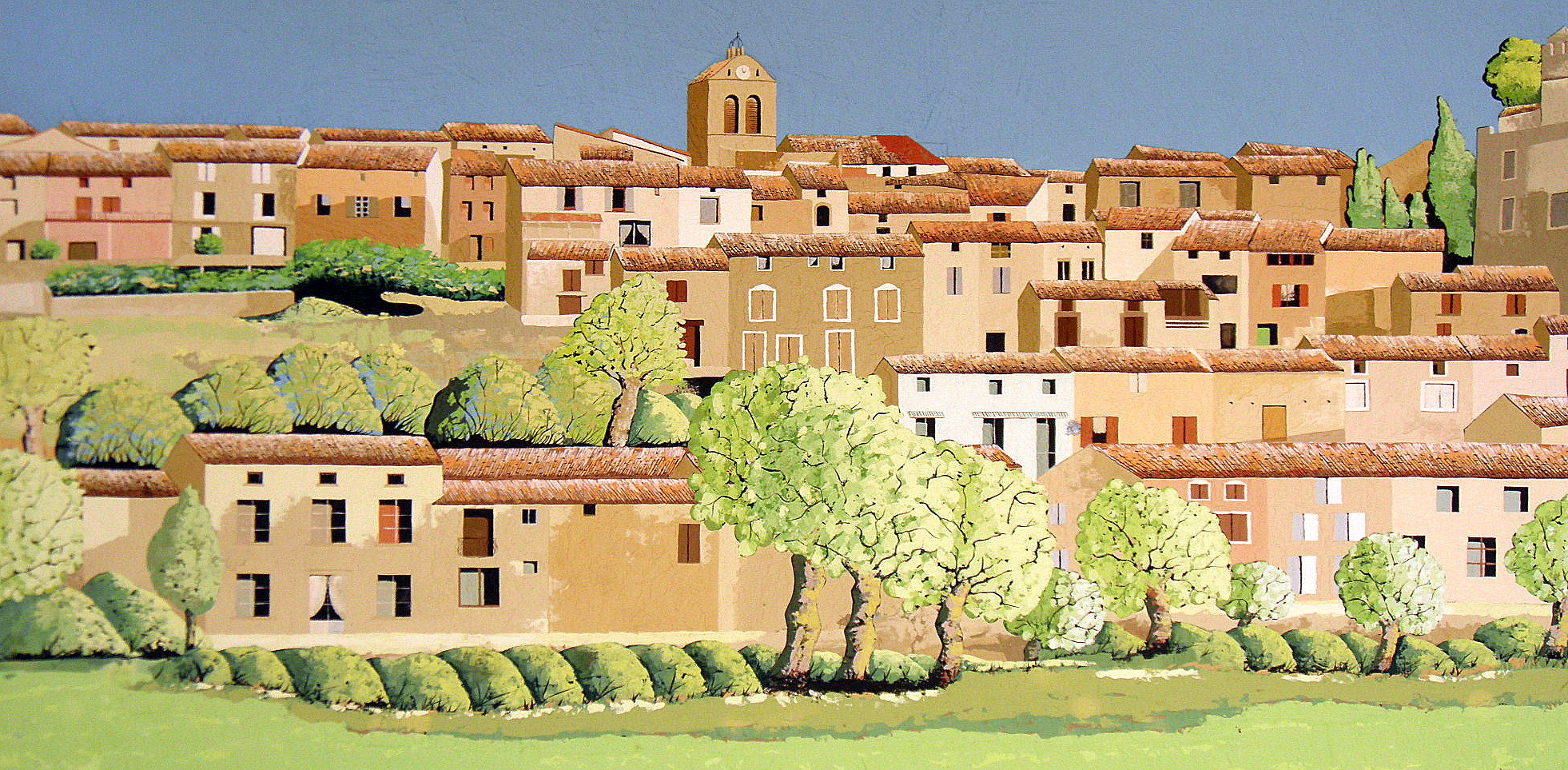
Fresque représentant le village de Raissac-sur-Lampy.

Commune située entre le Lauragais et le Cabardès sur le Lampy à l'aval de sa confluence avec le Ruisseau de Tenten.

### Communes limitrophes
Les communes limitrophes sont  Alzonne et Saint-Martin-le-Vieil.
| Saint-Martin-le-Vieil |                   |         |
|                       | Raissac-sur-Lampy |         |
|                       |                   | Alzonne |

### Hydrographie
La commune est dans la région hydrographique « Côtiers méditerranéens », au sein du bassin hydrographique Rhône-Méditerranée-Corse. Elle est drainée par le Lampy et le ruisseau de Fontorbe, qui constituent un réseau hydrographique de 3 km de longueur totale,.
Le Lampy, d'une longueur totale de 29,3 km, prend sa source dans la commune d'Arfons et s'écoule vers le sud. Il traverse la commune et se jette dans le Fresquel à Alzonne, après avoir traversé 8 communes.
Le ruisseau de Tenten, d'une longueur totale de 21 km, prend sa source dans la commune des Cammazes et s'écoule vers le sud-est. Il traverse la commune et se jette dans le Lampy sur le territoire communal, après avoir traversé 9 communes.

### Climat
Pour des articles plus généraux, voir Climat de l'Occitanie et Climat de l'Aude.
En 2010, le climat de la commune est de type climat du Bassin du Sud-Ouest, selon une étude s'appuyant sur une série de données couvrant la période 1971-2000. En 2020, Météo-France publie une typologie des climats de la France métropolitaine dans laquelle la commune est exposée à un climat océanique altéré et est dans la région climatique Aquitaine, Gascogne, caractérisée par une pluviométrie abondante au printemps, modérée en automne, un faible ensoleillement au printemps, un été chaud (19,5 °C), des vents faibles, des brouillards fréquents en automne et en hiver et des orages fréquents en été (15 à 20 jours).
Pour la période 1971-2000, la température annuelle moyenne est de 13,6 °C, avec une amplitude thermique annuelle de 16 °C. Le cumul annuel moyen de précipitations est de 634 mm, avec 9,6 jours de précipitations en janvier et 4,7 jours en juillet. Pour la période 1991-2020, la température moyenne annuelle observée sur la station météorologique la plus proche, située sur la commune de Ventenac-Cabardès à 10 km à vol d'oiseau, est de 14,4 °C et le cumul annuel moyen de précipitations est de 774,1 mm,. Pour l'avenir, les paramètres climatiques de la commune estimés pour 2050 selon différents scénarios d'émission de gaz à effet de serre sont consultables sur un site dédié publié par Météo-France en novembre 2022.

### Milieux naturels et biodiversité

#### Réseau Natura 2000

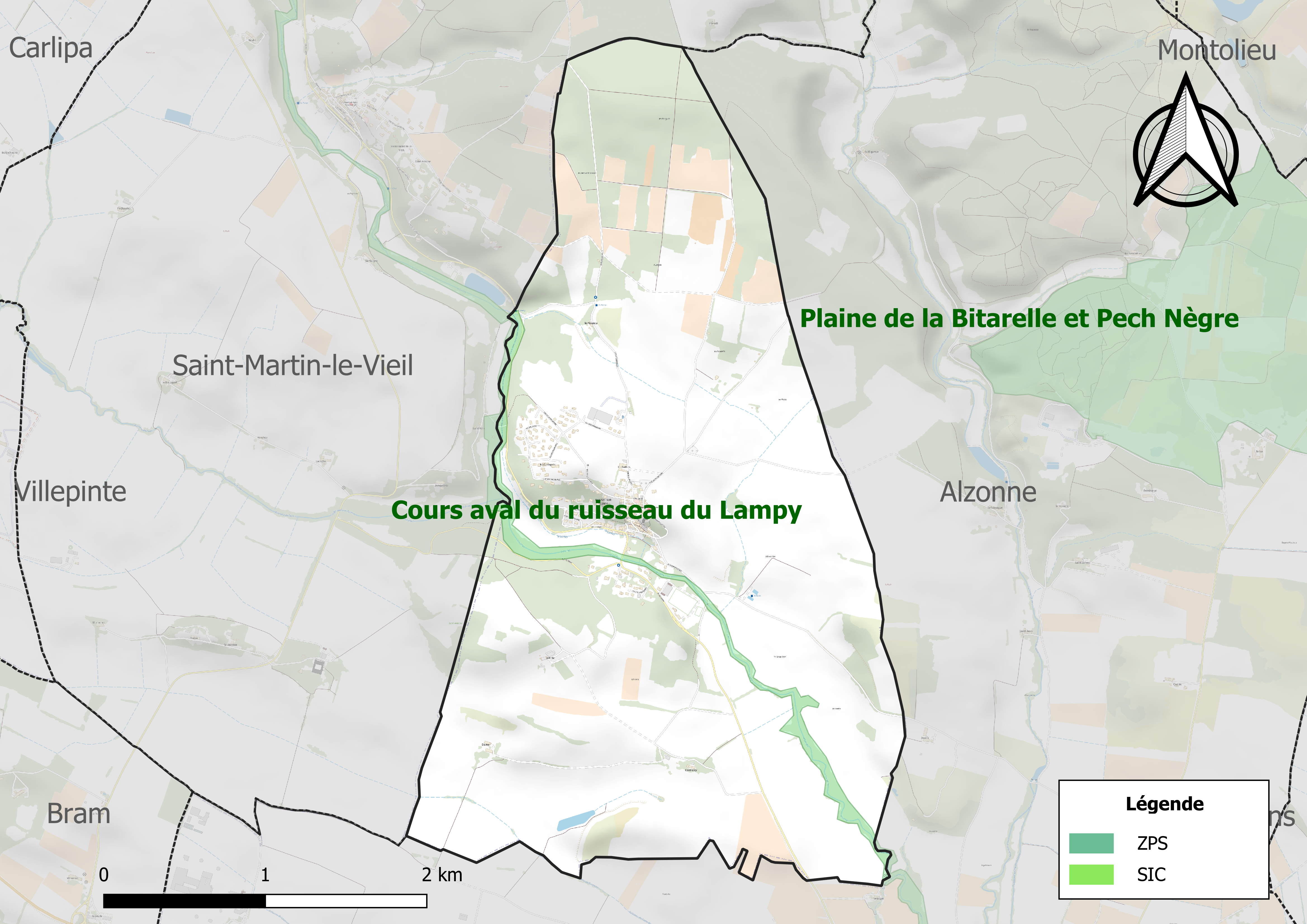
Site Natura 2000 sur le territoire communal.

Le réseau Natura 2000 est un réseau écologique européen de sites naturels d'intérêt écologique élaboré à partir des directives habitats et oiseaux, constitué de zones spéciales de conservation (ZSC) et de zones de protection spéciale (ZPS).
Un site Natura 2000 a été défini sur la commune au titre de la directive habitats : la « vallée du Lampy », d'une superficie de 9 555 ha, avec la Vernassonne, deux cours d'eau de régime méditerranéen. La qualité de l'eau permet à ces cours d'eau d'abriter une faune piscicole riche et variée, parmi laquelle plusieurs espèces d'intérêt communautaire : le barbeau méridional, la bouvière et la lamproie de Planer.

#### Zones naturelles d'intérêt écologique, faunistique et floristique
L’inventaire des zones naturelles d'intérêt écologique, faunistique et floristique (ZNIEFF) a pour objectif de réaliser une couverture des zones les plus intéressantes sur le plan écologique, essentiellement dans la perspective d’améliorer la connaissance du patrimoine naturel national et de fournir aux différents décideurs un outil d’aide à la prise en compte de l’environnement dans l’aménagement du territoire.
Une ZNIEFF de type 1 est recensée sur la commune :
le « cours aval du ruisseau du Lampy » (37 ha), couvrant 5 communes du département et une ZNIEFF de type 2, : 
les « causses du piémont de la Montagne Noire » (8 830 ha), couvrant 20 communes du département.

Carte des ZNIEFF de type 1 et 2 à Raissac-sur-Lampy.
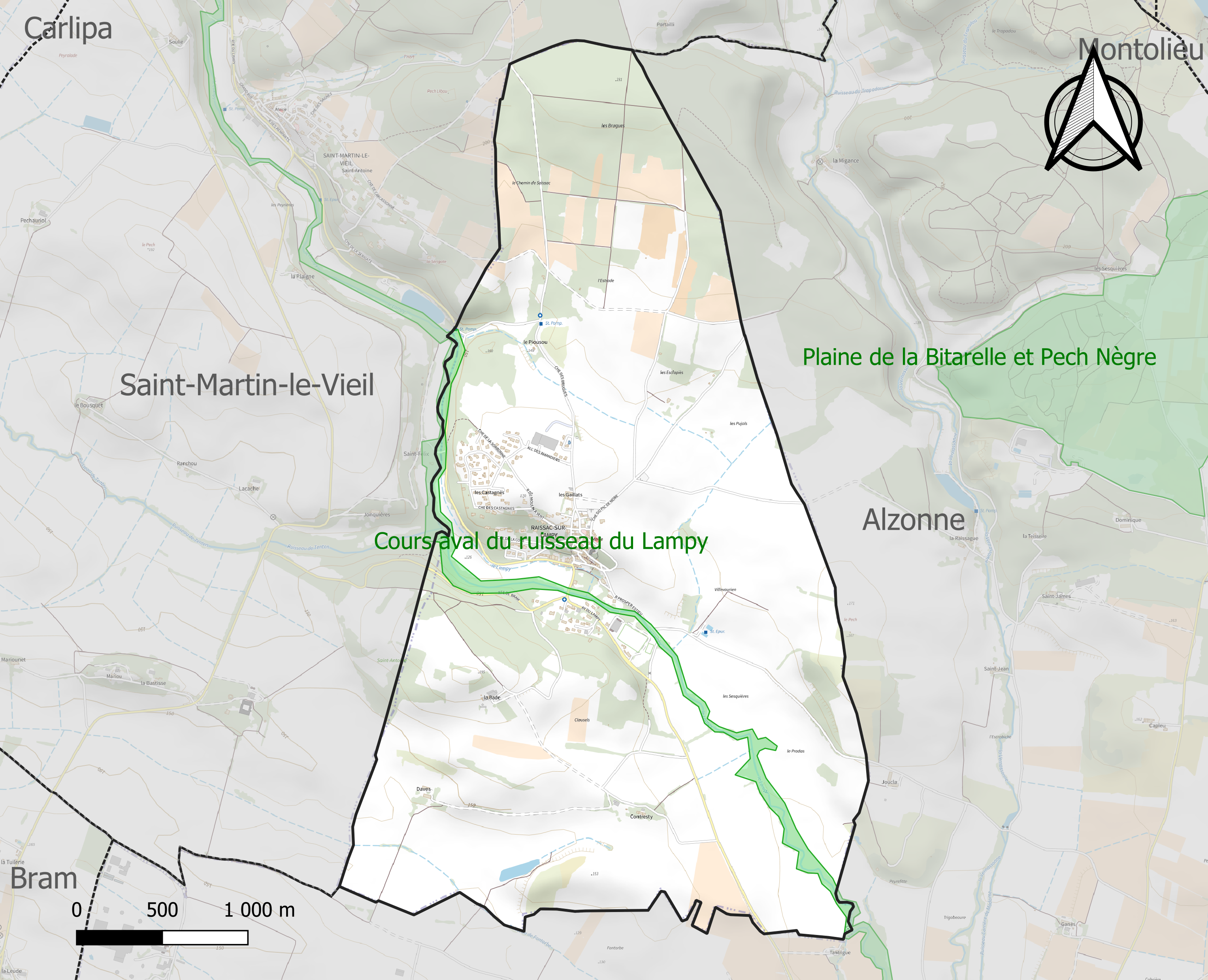
Carte de la ZNIEFF de type 1 sur la commune.
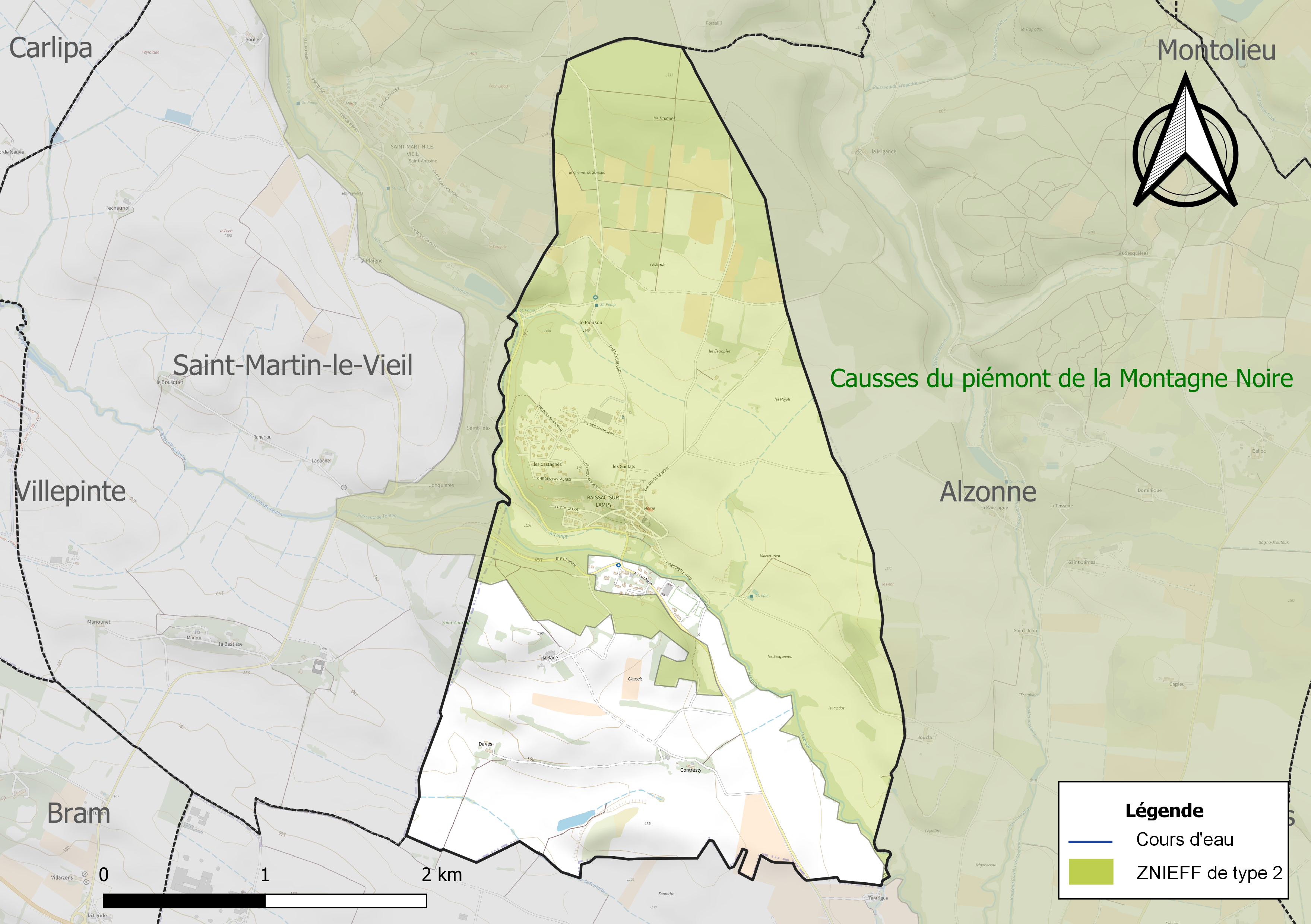
Carte de la ZNIEFF de type 2 sur la commune.

## Urbanisme

### Typologie
Au 1er janvier 2024, Raissac-sur-Lampy est catégorisée commune rurale à habitat dispersé, selon la nouvelle grille communale de densité à 7 niveaux définie par l'Insee en 2022.
Elle est située hors unité urbaine. Par ailleurs la commune fait partie de l'aire d'attraction de Carcassonne, dont elle est une commune de la couronne,. Cette aire, qui regroupe 115 communes, est catégorisée dans les aires de 50 000 à moins de 200 000 habitants,.

### Occupation des sols
L'occupation des sols de la commune, telle qu'elle ressort de la base de données européenne d’occupation biophysique des sols Corine Land Cover (CLC), est marquée par l'importance des territoires agricoles (76,9 % en 2018), en diminution par rapport à 1990 (84,7 %). La répartition détaillée en 2018 est la suivante : 
zones agricoles hétérogènes (40,8 %), terres arables (25,3 %), forêts (15,2 %), cultures permanentes (10,9 %), zones urbanisées (7,9 %). L'évolution de l’occupation des sols de la commune et de ses infrastructures peut être observée sur les différentes représentations cartographiques du territoire : la carte de Cassini (XVIIIe siècle), la carte d'état-major (1820-1866) et les cartes ou photos aériennes de l'IGN pour la période actuelle (1950 à aujourd'hui).

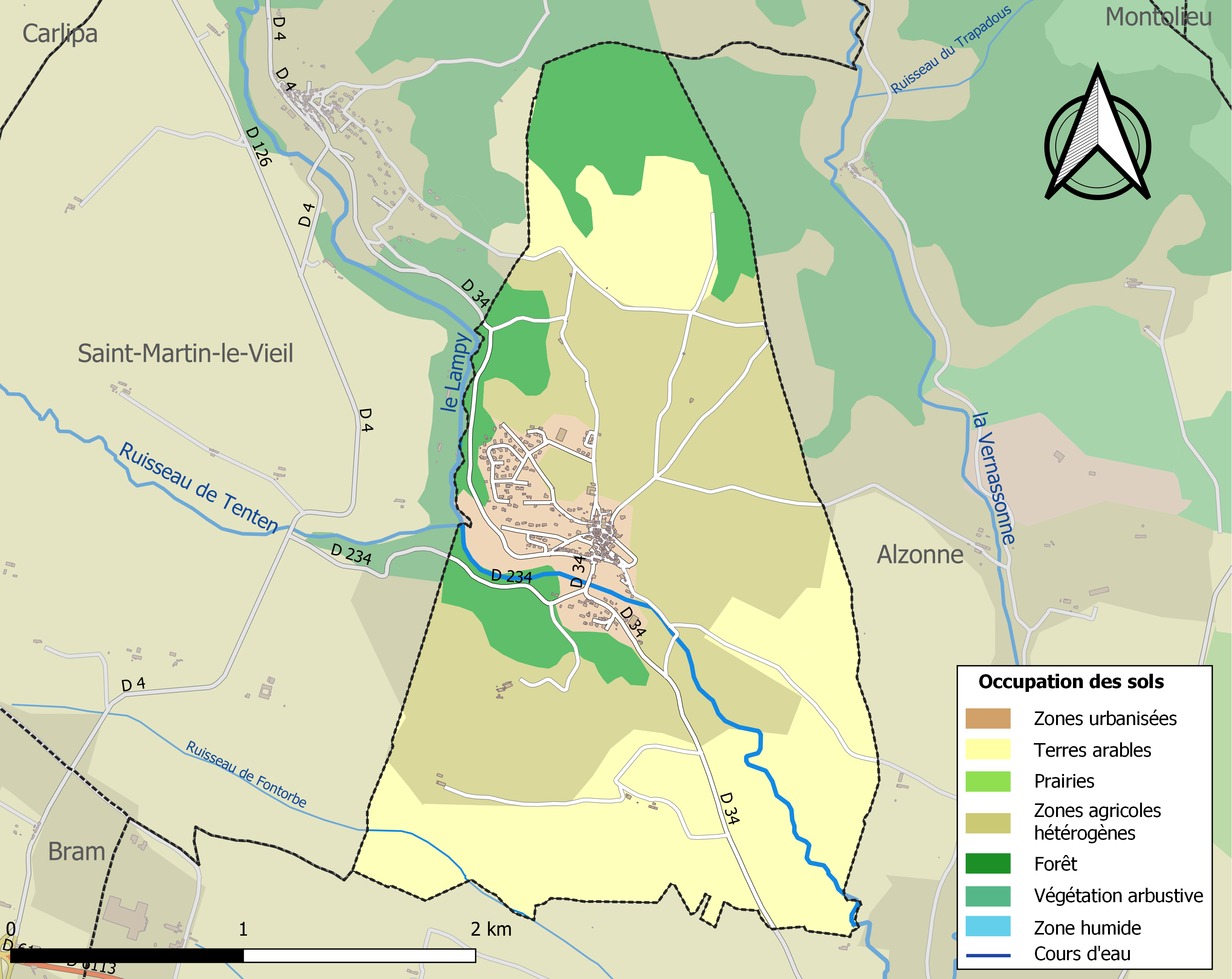
Carte des infrastructures et de l'occupation des sols de la commune en 2018 (CLC).

### Risques majeurs
Le territoire de la commune de Raissac-sur-Lampy est vulnérable à différents aléas naturels : météorologiques (tempête, orage, neige, grand froid, canicule ou sécheresse), feux de forêts et séisme (sismicité très faible). Il est également exposé à un risque technologique, la rupture d'un barrage. Un site publié par le BRGM permet d'évaluer simplement et rapidement les risques d'un bien localisé soit par son adresse soit par le numéro de sa parcelle.

#### Risques naturels

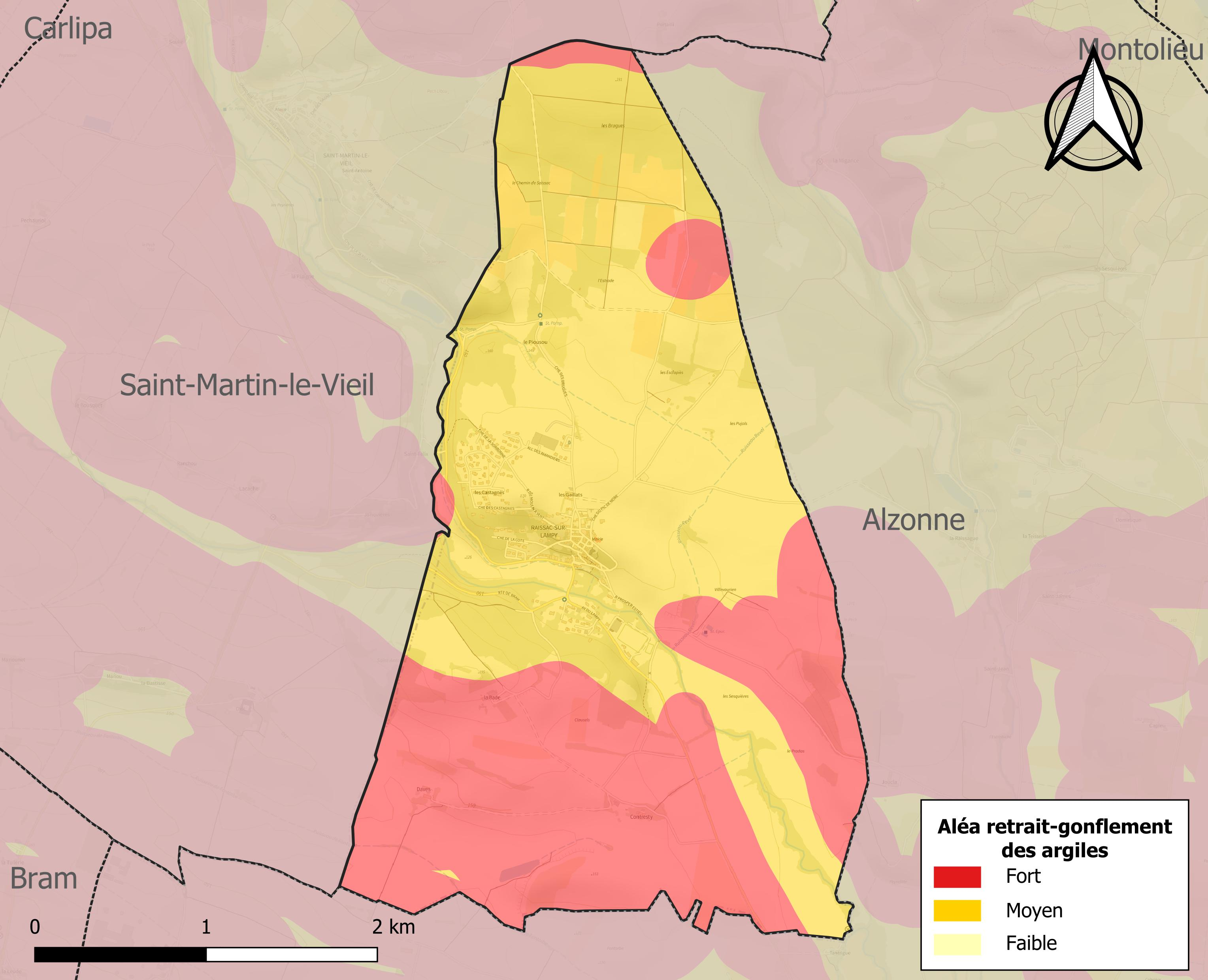
Carte des zones d'aléa retrait-gonflement des sols argileux de Raissac-sur-Lampy.

Le retrait-gonflement des sols argileux est susceptible d'engendrer des dommages importants aux bâtiments en cas d’alternance de périodes de sécheresse et de pluie. La totalité de la commune est en aléa moyen ou fort (75,2 % au niveau départemental et 48,5 % au niveau national). Sur les 219 bâtiments dénombrés sur la commune en 2019, 219 sont en aléa moyen ou fort, soit 100 %, à comparer aux 94 % au niveau départemental et 54 % au niveau national. Une cartographie de l'exposition du territoire national au retrait gonflement des sols argileux est disponible sur le site du BRGM,.

#### Risques technologiques
La commune est en outre située en aval du barrage de Lampy, de classe A, d’une hauteur de 16 mètres et retenant un volume de 1,6 million de mètres cubes. À ce titre elle est susceptible d’être touchée par l’onde de submersion consécutive à la rupture de cet ouvrage.

## Politique et administration
| Période                                  | Période  | Identité     | Étiquette | Qualité                            |
| ---------------------------------------- | -------- | ------------ | --------- | ---------------------------------- |
| mars 2001                                | En cours | André Bonnet | PS        | Vice-président de Carcasonne Agglo |
| Les données manquantes sont à compléter. |          |              |           |                                    |

Alain Vendramini - 1er adjoint
Ghislaine Cabrol Hutin- 2e adjointe

## Démographie
L'évolution du nombre d'habitants est connue à travers les recensements de la population effectués dans la commune depuis 1793. Pour les communes de moins de 10 000 habitants, une enquête de recensement portant sur toute la population est réalisée tous les cinq ans, les populations de référence des années intermédiaires étant quant à elles estimées par interpolation ou extrapolation. Pour la commune, le premier recensement exhaustif entrant dans le cadre du nouveau dispositif a été réalisé en 2004.

En 2022, la commune comptait 466 habitants, en évolution de +1,53 % par rapport à 2016 (Aude : +2,65 %, France hors Mayotte : +2,11 %).
| 1793 | 1800 | 1806 | 1821 | 1831 | 1836 | 1841 | 1846 | 1851 |
| ---- | ---- | ---- | ---- | ---- | ---- | ---- | ---- | ---- |
| 334  | 328  | 344  | 376  | 411  | 457  | 417  | 460  | 496  |

| 1856 | 1861 | 1866 | 1872 | 1876 | 1881 | 1886 | 1891 | 1896 |
| ---- | ---- | ---- | ---- | ---- | ---- | ---- | ---- | ---- |
| 458  | 431  | 420  | 425  | 409  | 392  | 370  | 323  | 320  |

| 1901 | 1906 | 1911 | 1921 | 1926 | 1931 | 1936 | 1946 | 1954 |
| ---- | ---- | ---- | ---- | ---- | ---- | ---- | ---- | ---- |
| 340  | 302  | 280  | 251  | 239  | 230  | 234  | 228  | 222  |

| 1962 | 1968 | 1975 | 1982 | 1990 | 1999 | 2004 | 2006 | 2009 |
| ---- | ---- | ---- | ---- | ---- | ---- | ---- | ---- | ---- |
| 189  | 176  | 196  | 206  | 190  | 211  | 237  | 251  | 372  |

| 2014 | 2019 | 2022 | - | - | - | - | - | - |
| ---- | ---- | ---- | - | - | - | - | - | - |
| 440  | 451  | 466  | - | - | - | - | - | - |

## Économie

### Revenus
En 2018  (données Insee publiées en septembre 2021), la commune compte 160 ménages fiscaux, regroupant 409 personnes. La médiane du revenu disponible par unité de consommation est de 21 550 € (19 240 € dans le département).

### Emploi
| Division       | 2008   | 2013   | 2018   |
| -------------- | ------ | ------ | ------ |
| Commune        | 9,9 %  | 9,6 %  | 10,2 % |
| Département    | 10,2 % | 12,8 % | 12,6 % |
| France entière | 8,3 %  | 10 %   | 10 %   |

En 2018, la population âgée de 15 à 64 ans s'élève à 296 personnes, parmi lesquelles on compte 77,9 % d'actifs (67,7 % ayant un emploi et 10,2 % de chômeurs) et 22,1 % d'inactifs,. Depuis 2008, le taux de chômage communal (au sens du recensement) des 15-64 ans est inférieur à celui du département, mais supérieur à celui de la France.
La commune fait partie de la couronne de l'aire d'attraction de Carcassonne, du fait qu'au moins 15 % des actifs travaillent dans le pôle,. Elle compte 23 emplois en 2018, contre 37 en 2013 et 18 en 2008. Le nombre d'actifs ayant un emploi résidant dans la commune est de 202, soit un indicateur de concentration d'emploi de 11,4 % et un taux d'activité parmi les 15 ans ou plus de 64,5 %.
Sur ces 202 actifs de 15 ans ou plus ayant un emploi, 13 travaillent dans la commune, soit 7 % des habitants. Pour se rendre au travail, 93 % des habitants utilisent un véhicule personnel ou de fonction à quatre roues, 1 % les transports en commun, 5 % s'y rendent en deux-roues, à vélo ou à pied et 1 % n'ont pas besoin de transport (travail au domicile).

### Activités hors agriculture
25 établissements sont implantés  à Raissac-sur-Lampy au 31 décembre 2019. Le tableau ci-dessous en détaille le nombre par secteur d'activité et compare les ratios avec ceux du département,.
Le secteur du commerce de gros et de détail, des transports, de l'hébergement et de la restauration est prépondérant sur la commune puisqu'il représente 24 % du nombre total d'établissements de la commune (6 sur les 25 entreprises implantées  à Raissac-sur-Lampy), contre 32,3 % au niveau départemental.

### Agriculture
|               | 1988 | 2000 | 2010 | 2020 |
| ------------- | ---- | ---- | ---- | ---- |
| Exploitations | 16   | 7    | 1    | 2    |
| SAU (ha)      | 413  | 266  | 71   | 163  |

La commune est dans la « Région viticole » de l'Aude, une petite région agricole occupant une grande partie centrale du département, également dénommée localement « Corbières Minervois et Carcasses-Limouxin ». En 2020, l'orientation technico-économique de l'agriculture  sur la commune est l'exploitation de grandes cultures (hors céréales et oléoprotéagineuses). Deux exploitations agricoles ayant leur siège dans la commune sont dénombrées lors du recensement agricole de 2020 (16 en 1988). La superficie agricole utilisée est de 163 ha,,.

## Culture locale et patrimoine

### Lieux et monuments
- Église Saint-Michel de Raissac-sur-Lampy.

### Personnalités liées à la commune
- Prosper Estieu, poète français d'expression française et occitane, Instituteur dans le village pendant 20 ans, de 1903 à 1923.
- Casimir Clottes, poète occitan, inhumé dans la commune.

### Héraldique
| Blason de Raissac-sur-Lampy | Blason  | De gueules embrassé à dextre d'or.               |
| Blason de Raissac-sur-Lampy | Détails | Le statut officiel du blason reste à déterminer. |